# Dana Eveland
Dana James Eveland (Olympia, 29 ottobre 1983) è un giocatore di baseball statunitense.

## Minor League
Eveland venne selezionato al 16º giro del draft amatoriale del 2002 come 469a scelta dai Milwaukee Brewers. Nel 2003 giocò con gli Helena Brewers rookie, chiudendo con 2 vittorie e una sconfitta, 2.08 di media PGL (ERA), 14 salvezze e .286 alla battuta contro di lui in 19 partite (26.0 inning). Nel 2004 giocò con due squadre finendo con 9 vittorie e 8 sconfitte, 2.74 di ERA, 2 salvezze e .247 alla battuta contro di lui in 26 partite di cui 20 da partente con un incontro giocato interamente (141.0 inning).
Nel 2005 con gli Huntsville Stars AA finì con 10 vittorie e 4 sconfitte, 2.72 di ERA e .237 alla battuta contro di lui in 18 partite tutte da partente (109.0 inning). Nel 2006 giocò con i Nashville Sounds AAA finendo con 6 vittorie e 5 sconfitte, 2.74 di ERA, nessuna salvezza su una opportunità e .191 alla battuta contro di lui in 20 partite di cui 19 da partente (105.0 inning).
Nel 2007 giocò con due squadre finendo con una vittoria e nessuna sconfitta, 1.65 di ERA e .242 alla battuta contro di lui in 9 partite di cui 7 da partente (32.2 inning). Nel 2008 giocò con i Sacramento River Cats AAA finendo con 3 vittorie e nessuna sconfitta, 2.57 di ERA e .267 alla battuta contro di lui in 3 partite tutte da partente (21.0 inning).
Nel 2009 con i River Cats finì con 8 vittorie e 6 sconfitte, 4.94 di ERA e .273 alla battuta contro di lui in 21 partite tutte da partente (124.0 inning). Nel 2010 giocò con gli Indianapolis Indians AAA finendo con nessuna vittoria e 2 sconfitte, 7.96 di ERA, nessuna salvezza su una opportunità e .353 alla battuta contro di lui in 11 partite di cui 5 da partente (26.0 inning).
Nel 2011 giocò con gli Albuquerque Isotopes AAA finendo con 12 vittorie e 8 sconfitte, 4.38 di ERA e .260 alla battuta contro di lui in 25 partite tutte da partente con 2 incontri giocati interamente di cui uno senza subire punti (154.0 inning). Nel 2012 giocò con i Norfolk Tides AAA finendo con 5 vittorie e altrettante sconfitte, 2.79 di ERA e .254 alla battuta contro di lui in 14 partite tutte da partente (84.0 inning).
Il 17 febbraio 2014 firmò con i New York Mets un contratto da Minor League.

## Major League

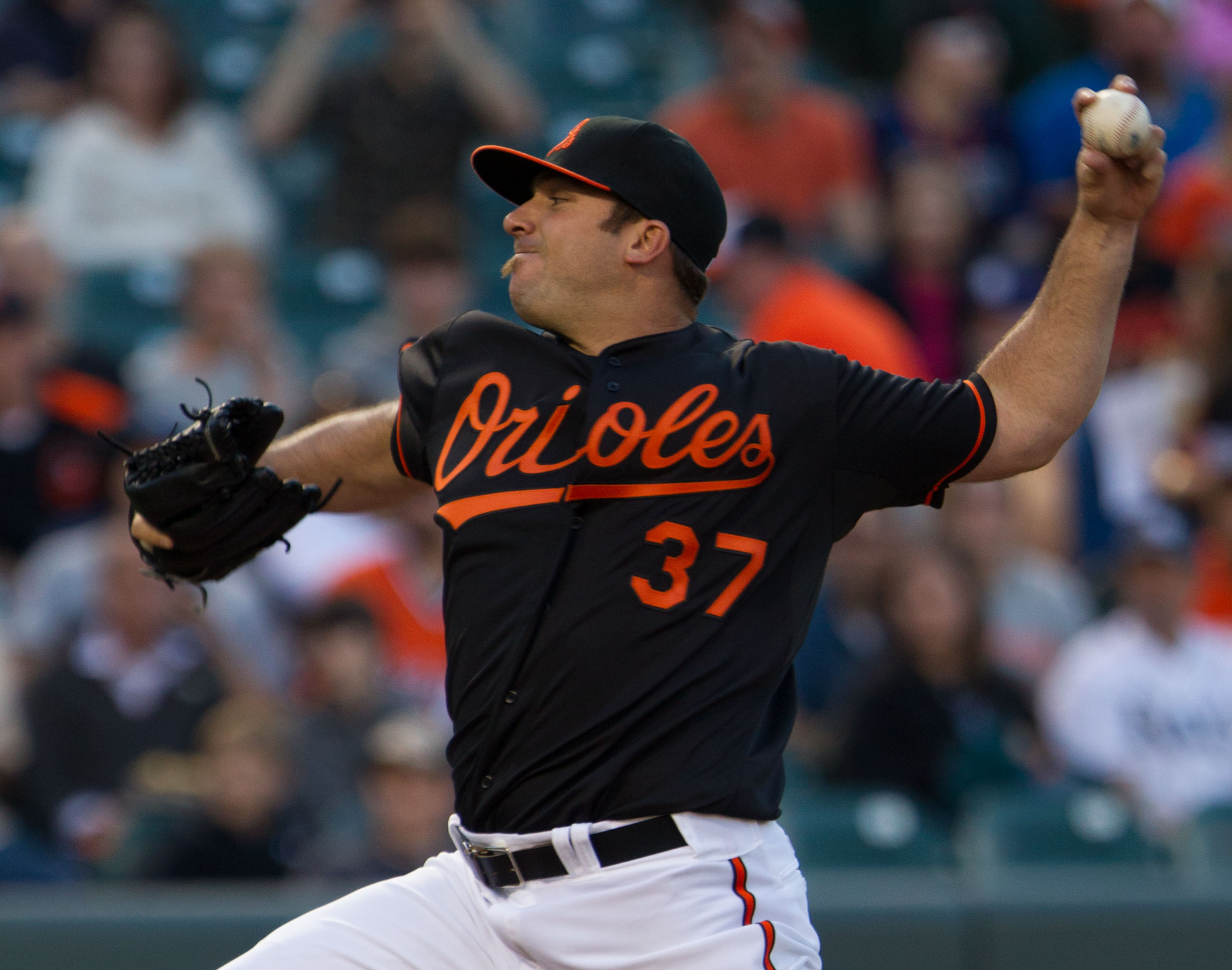
Dana Eveland con la maglia degli Orioles nel 2012

### Milwaukee Brewers (2005-2006)
Debuttò nella MLB il 16 luglio 2005 contro i Washington Nationals, chiudendo la sua prima stagione con una vittoria e una sconfitta, 5.97 di ERA, una salvezza su 2 opportunità e .317 alla battuta contro di lui in 27 partite (31.2 inning). Nel 2006 finì con nessuna vittoria e 3 sconfitte, 8.13 di ERA, nessuna salvezza su una opportunità e .331 alla battuta contro di lui in 9 partite di cui 5 da partente (27.2 inning).

### Arizona Diamondbacks (2007)
Il 25 novembre 2006 venne preso dai Brewers insieme a Doug Davis e Dave Krynzel in scambio di Greg Aquino, Johnny Estrada e Claudio Vargas. Nel 2007 finì con una vittoria e nessuna sconfitta, 14.40 di ERA e .364 alla battuta contro di lui in 5 partite di cui una da partente (5.0 inning).

### Oakland Athletics (2008-2009)
Il 14 dicembre 2007 venne preso dai Diamondbacks insieme a Brett Anderson, Chris Carter, Aaron Cunningham, Carlos González e Greg Smith in scambio di Dan Haren e Connor Robertson. Nel 2008 firmò per 395.000$, finendo con 9 vittorie e altrettante sconfitte, 4.34 di ERA e .269 alla battuta contro di lui in 29 partite tutte da partente con un incontro giocato interamente (168.0 inning). Nel 2009 firmò per 410.000$, finendo con 2 vittorie e 4 sconfitte, 7.16 di ERA e .365 alla battuta contro di lui in 13 partite di cui 9 da partente (44.0 inning).

### Toronto Blue Jays (2010)
Il 7 febbraio 2010 venne acquistato dagli Athletics. Firmò per 419.500$, finendo con 3 vittorie e 4 sconfitte, 6.45 di ERA e .313 alla battuta contro di lui in 9 partite tutte da partente (44.2 inning).

### Pittsburgh Pirates (2010)
Il 1º giugno 2010 venne preso dai Blue Jays in scambio di Ronals Uviedo dalle Minor League. Finì con nessuna vittoria e una sconfitta, 8.38 di ERA e .375 alla battuta contro di lui in 3 vittorie di cui una da partente (9.2 inning). Il 6 novembre 2010 divenne per la prima volta free agent.

### Los Angeles Dodgers (2011)
Il 22 novembre 2010 firmò con i Los Angeles Dodgers. Nel 2011 finì con 3 vittorie e 2 sconfitte, 3.03 di ERA e .257 alla battuta contro di lui in 5 partite tutte da partente (29.2 inning).

### Baltimore Orioles (2012)
L'8 dicembre 2011 venne preso dai Dodgers in scambio di Jarret Martin e Tyler Henson dalle Minor League. Nel 2012 finì con nessuna vittoria e una sconfitta, 4.73 di ERA e .256 alla battuta contro di lui in 14 partite di cui 2 da partente (32.1 inning). Il 17 ottobre divenne free agent.

## Stili di lancio
Eveland attualmente effettua 5 tipi di lanci:
- Prevalentemente una Sinker (89 miglia orarie di media), alternandola con una Slider (82 mph di media) e una Fourseam fastball (89 miglia orarie di media)
- Qualchevolta una Change (83 mph di media)
- Raramente una Curve (76 mph di media).

## Vittorie
Nessuna

## Premi
- Post-Season All-Star della Pacific Coast League (2011)
- Mid-Season All-Star della Pacific Coast League (2011)
- Lanciatore della settimana della Pacific Coast League (1/08/2011)
- Lanciatore della settimana della Southern League (2005)
- Lanciatore della settimana della Southern League (5/06/2005).

## Numeri di maglia indossati
- n° 37 con i Milwaukee Brewers(2005-2006)
- n° 39 con gli Arizona Diamondbacks (2007)
- n° 25 poi 35 con gli Oakland Athletics (2008)
- n° 30 con gli Oakland Athletics (2008, 2009)
- n° 30 con i Toronto Blue Jays (2010)
- n° 59 con i Pittsburgh Pirates (2010)
- n° 37 con i Los Angeles Dodgers (2011)
- n° 37 con i Baltimore Orioles (2012).